# جان بل (بازیگر اهل اسکاتلند)
جان بل (انگلیسی: John Bell؛ زادهٔ ۲۰ اکتبر ۱۹۹۷) یک هنرپیشه اهل بریتانیا است. وی از سال ۲۰۰۷ میلادی تاکنون مشغول فعالیت بوده‌است.
وی بازیگر فیلم‌هایی همچون مهلت گالیپولی ، دکتر هو، خشم تایتان‌ها، نبردناو، هابیت: برهوت اسماگ، هابیت: نبرد پنج سپاه و سریال غریبه بوده است.